# Garibaldi (Rio Grande do Sul)
Pour les articles homonymes, voir Garibaldi (homonymie).
Garibaldi est une municipalité du Nord-Est de l'État du Rio Grande do Sul faisant partie de la microrégion de Caxias do Sul et située à 104 km au nord-ouest de Porto Alegre, capitale de l'État. Elle se situe à une latitude de 29° 15′ 20″ sud et à une longitude de 51° 31′ 18″ ouest, à une altitude de 617 mètres. Sa population était estimée à 28 791, pour une superficie de 168 km2. On y accède par les BR-470, BR-453 et RS-813.
Les habitants originels de l'endroit étaient des Amérindiens surnommés "bugres".
En 1870 furent créées deux nouvelles colonies dans la région montagneuse de l'État, Dona Isabel et Conde Dieu, qui appartenaient à la municipalité de Montenegro, formant plus tard celle de Bento Gonçalves.
En 1875, 348 lots de peuplement étaient déjà démarqués quand arriva la première famille italienne, où elle rencontra là d'autres familles suisses et françaises. La situation des colonies était très difficile, n'empêchant cependant pas que surgissent des maisons et des plantations. En 1890, l'actuelle Garibaldi fut émancipée de Montenegro, devenant un district de Bento Gonçalves. Ces terres seront connues plus tard comme la région coloniale italienne.
Par le travail constant et productif des immigrants, la Colonie Conde D'eu prospéra et, en 1900, s'émancipa et devint la municipalité de Garibaldi.
Le nom Garibaldi est un hommage rendu à l'Italien Giuseppe Garibaldi, qui lutta au service de la République Farroupilha, dans le Rio Grande do Sul, pendant la Guerre des Farrapos.
La culture italienne a laissé de fortes traces dans tous les aspects de la municipalité.
La région est une des principales zones viticoles du Brésil.

## Villes voisines
- Santa Tereza
- Monte Belo do Sul
- Bento Gonçalves
- Farroupilha
- Carlos Barbosa
- Coronel Pilar

## Jumelage
- Conegliano (Italie)